# 壯體短吻獅子魚
壯體短吻獅子鱼，为輻鰭魚綱鮋形目杜父魚亞目狮子鱼科的其中一種。分布於北太平洋區，包括千島群島、白令海及阿拉斯加等海域，本魚胸鰭微凹，背鰭與臀鰭形成凹槽延伸至尾鰭的末端;尾鰭圓形，體矮胖且寬，體色為紅色，背鰭軟條42-45枚;臀鰭軟條36-39枚;脊椎骨46-49個，體長可達7.9公分，屬深海魚類，棲息在水深75-700公尺的水域，生活習性不明。

## 外部連結
壯體短吻獅子魚的圖片